# Cité Hellemans
Pour les articles homonymes, voir Hellemans.
 (septembre 2020).
Si vous disposez d'ouvrages ou d'articles de référence ou si vous connaissez des sites web de qualité traitant du thème abordé ici, merci de compléter l'article en donnant les références utiles à sa vérifiabilité et en les liant à la section « Notes et références ».

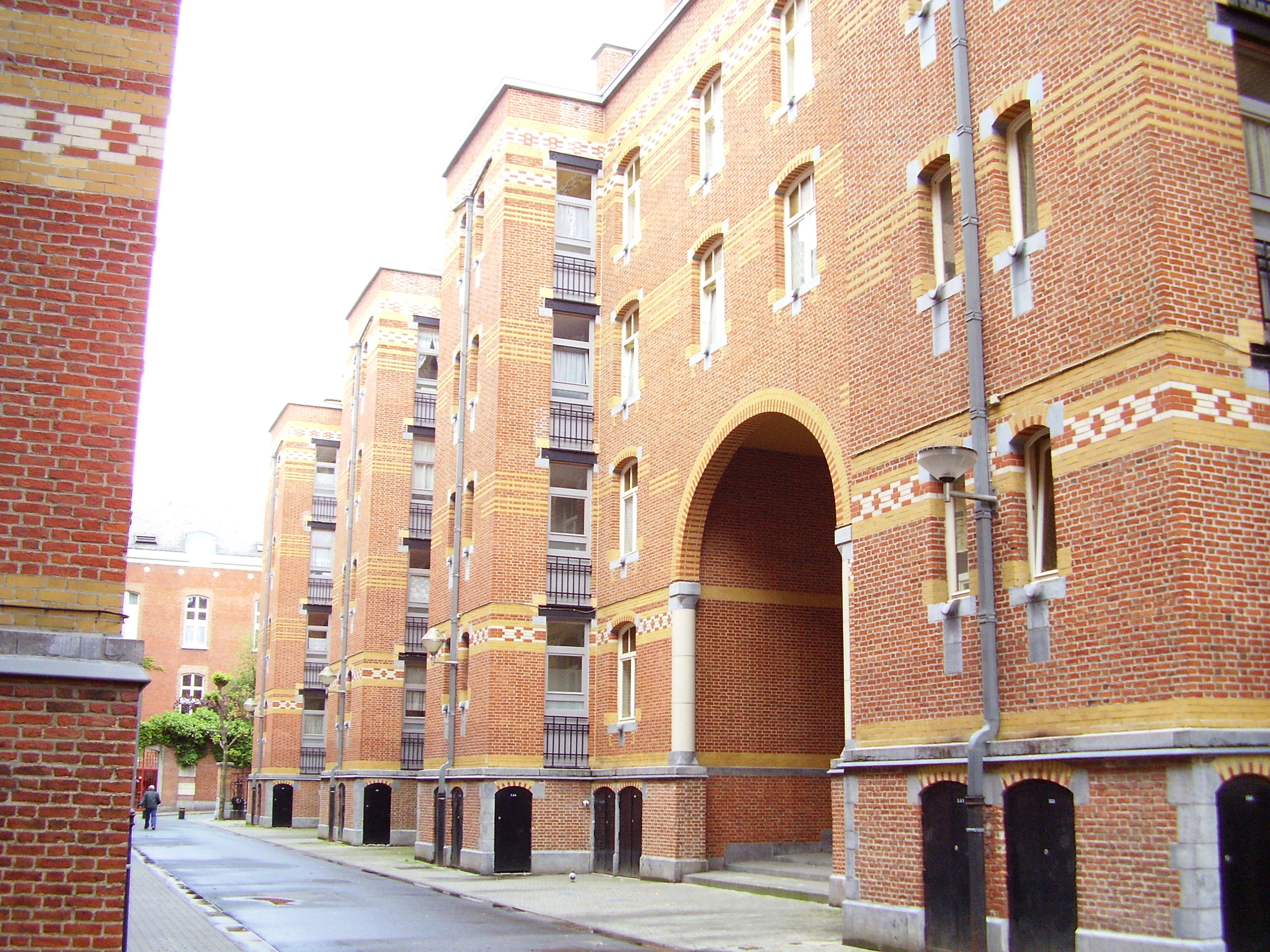

La Cité Hellemans (en néerlandais: Hellemanswijk), située à Bruxelles en Belgique, dans le quartier des Marolles et inaugurée en 1915, est un des premiers exemples de cité sociale constituée de logements collectifs et implantée au cœur même de la ville. Elle représente également un ensemble architectural remarquable par sa conception et par son esthétique influencée par l’art nouveau.

## Contexte historique

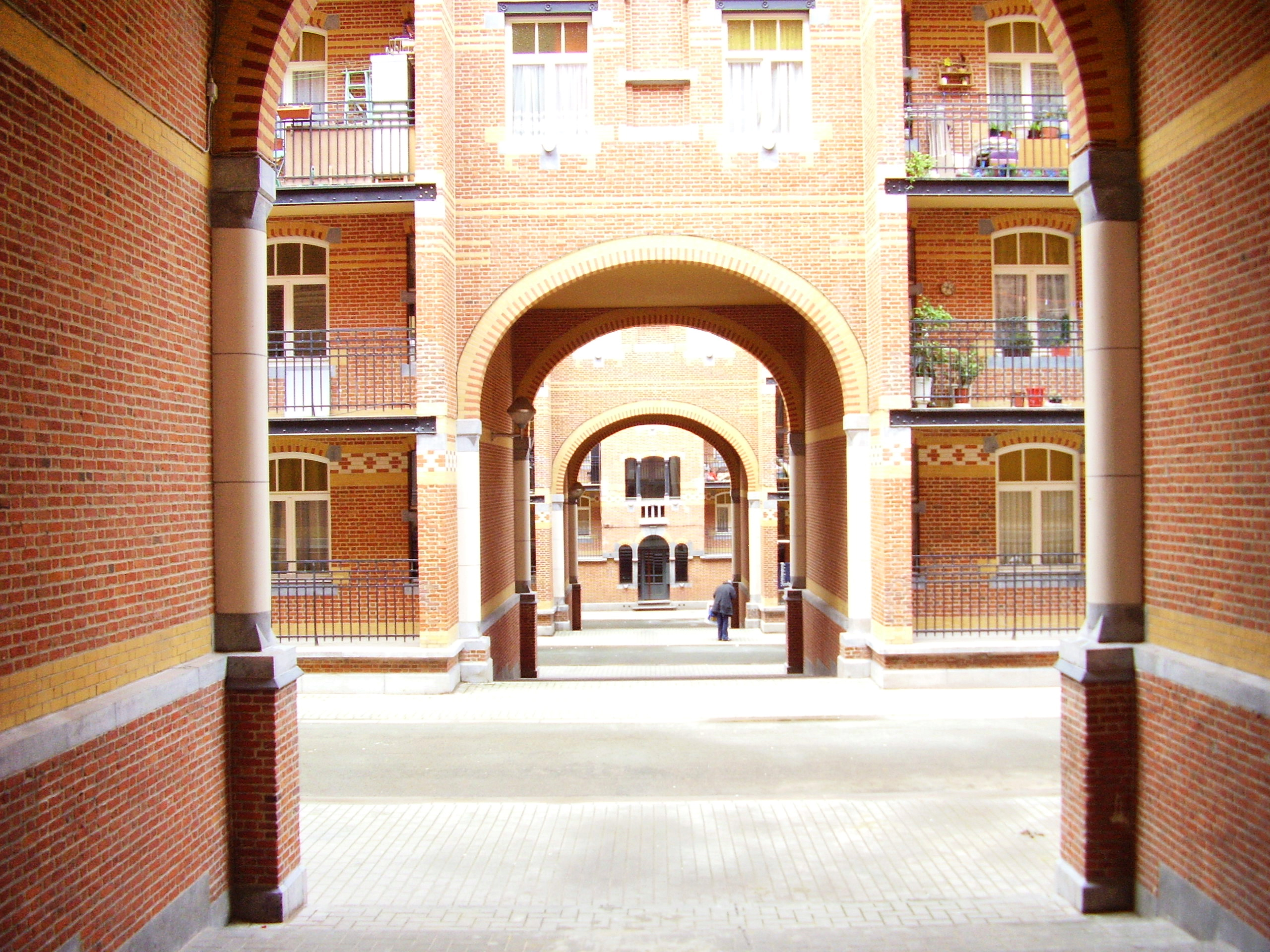

Au XIXe siècle, une bonne part de la ville de Bruxelles est constituée d’un enchevêtrement de ruelles tortueuses, d’impasses et de cours qui ont au fil du temps occupé tout l’espace disponible, des anciennes terres agricoles aux jardins des anciennes maisons bourgeoises. À partir du milieu du siècle les autorités entreprennent une série de grands travaux destinés à assainir et mieux contrôler ces quartiers ainsi qu’à doter la ville des infrastructures correspondant à son nouveau statut de capitale de la Belgique.
La première action spectaculaire de l’administration de la ville est le percement de la rue Blaes (1853-1858), nommée du nom de l’échevin concepteur du projet. La rue assez large et rectiligne, d’une longueur d’un kilomètre, est tracée parallèlement à l’antique rue Haute dans le but d’améliorer la circulation  et le passage de la police tout en détruisant de nombreuses habitations insalubres. À l’époque on ne se préoccupe pas de reloger les habitants, et ceux-ci vont encore augmenter la promiscuité  des quartiers voisins. Ce sera encore le cas lors des grands travaux suivants, voûtement de la Senne (1867-1872), construction du chemin de fer et du Palais de justice (1866-1883), ou la première phase de la  jonction ferroviaire nord-midi (1910-1914).
Les premières initiatives sociales en matière de logement, issues des conceptions libérales de l’époque consistent, à faciliter l’accès à la propriété dans de nouveaux quartiers ouvriers, constitués de petites maisons unifamiliales mitoyennes, construits en périphérie. Ce type d’habitat sera plus tard adapté par les coopératives et les sociétés de logements sociaux pour concevoir les cités-jardins. Ces initiatives restent cependant largement hors de portée d’une bonne partie de la population et ne résolvent pas la situation de misère qui règne au sein même de la ville.

## La vie dans les impasses

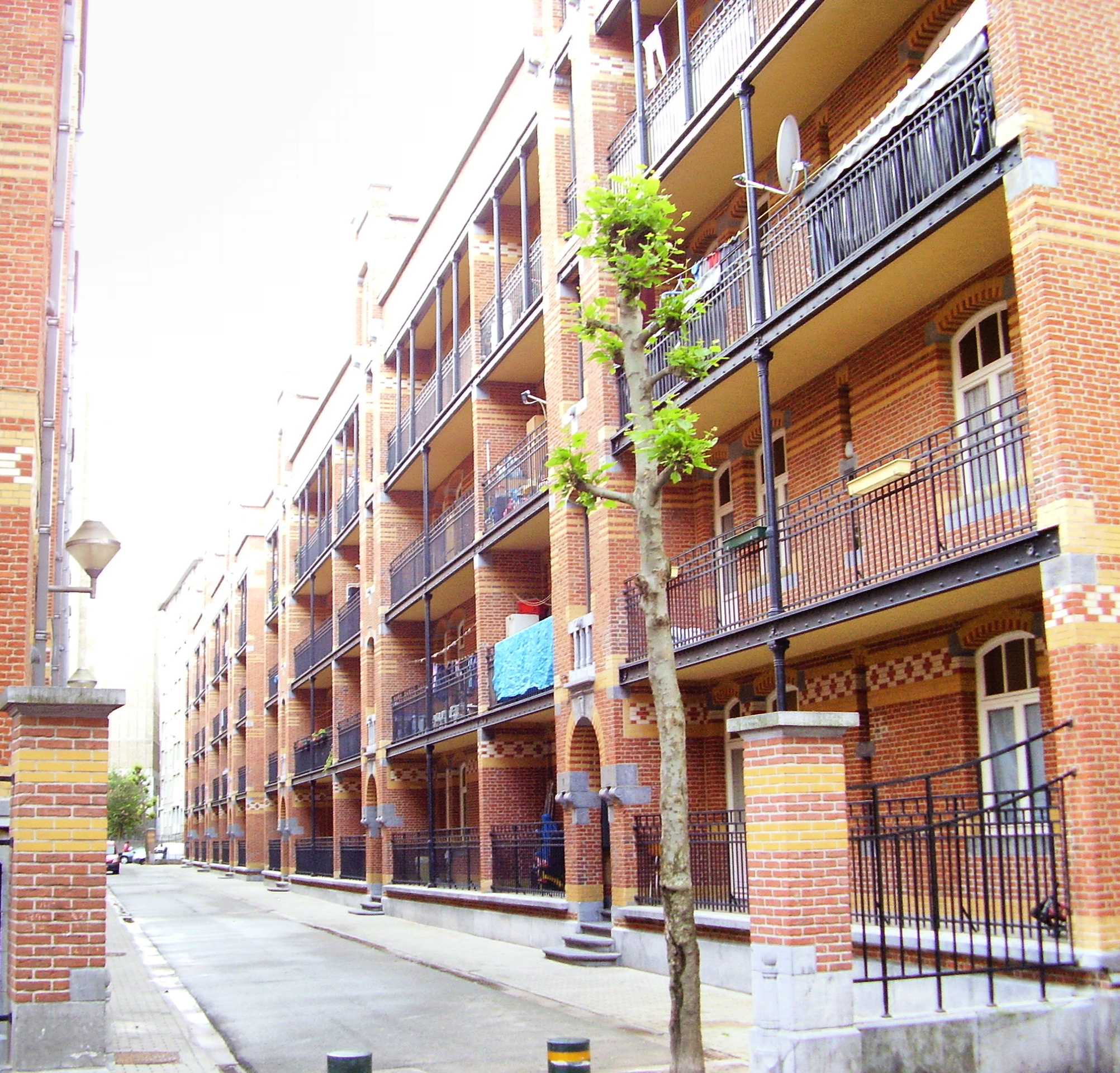

Au début du XXe siècle, les autorités envisagent l’assainissement d’un quartier situé entre les rues Hautes et Blaes. Une enquête est effectuée en 1903, son rapporteur est l’architecte et urbaniste Émile Hellemans (1853-1926).
Le bloc est constitué d’une dizaine d’impasses habitées par environ deux mille personnes qui s'entassent dans quelque 160 masures. La promiscuité et les conditions de vie, d’hygiène et de confort y sont épouvantables. Peu de maisons ont l’eau courante, certaines latrines sont utilisées par plus de 70 personnes. La majorité des familles, parfois avec de nombreux enfants, ne disposent que d’une seule pièce.
La population qui y habite fait partie du sous-prolétariat, pratiquant une foule de petits métiers en marge de la société. Repliées sur elles-mêmes, les impasses représentent pour les autorités de l’époque un danger pour l’ordre public. Au regard des idées hygiéniste, de telles conditions de vie ne peuvent avoir pour conséquences qu’une moralité déviante.

## La Cité Hellemans

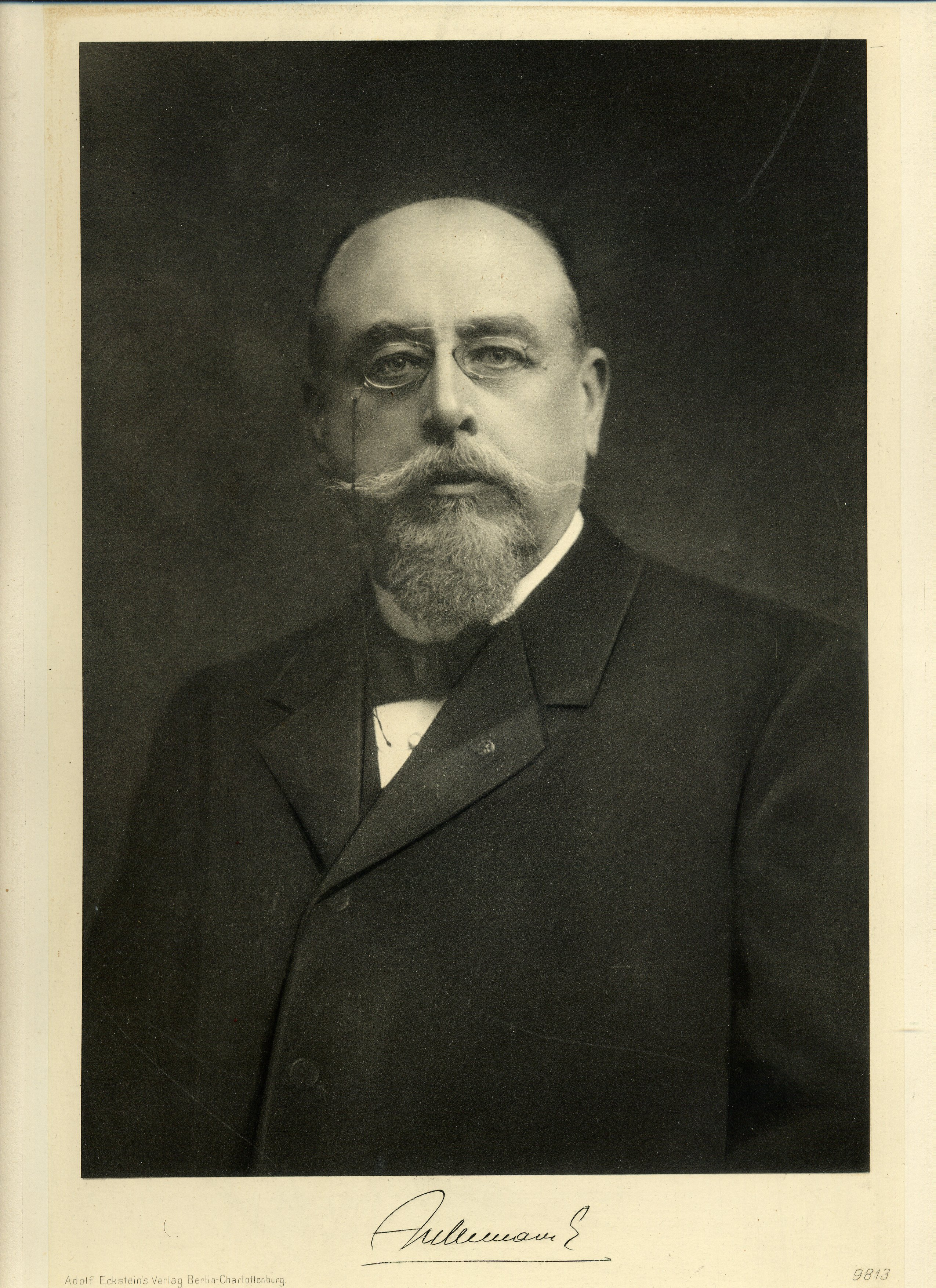
Émile Hellemans - l'architecte de cette cité - circa 1907

Dès 1905, Émile Hellemans imagine déjà le remplacement des impasses sordides par une série de blocs parallèles. À cette époque, l’idée de l’intervention directe des pouvoirs publics dans la construction de logement, encore difficilement imaginable quelques années plus tôt, commence à faire son chemin. L’idée progressiste de l’intervention de sociétés parastatales, chargées d’offrir en location des logements à prix réduits à  ceux qui n’ont pas les moyens d’en acquérir, est concrétisée par la création des premières société de ‘’logement social’’, à l’initiative du mouvement socialiste.
La conception de la Cité Hellemans est résolument nouvelle. Elle rompt avec les grands  travaux de transformation urbains du XIXe siècle dont la conséquence était l’expulsion massive des classes populaires au profit de classes plus aisées. Il s’agit ici de substituer un nouveau type d’habitation aux îlots insalubres sans exclure les plus démunis. Les bâtiments sont pensés pour permettre une vie plus digne et plus décente. Les promoteurs de la cité désirent sans doute démanteler la culture sous-prolétarienne des impasses, pour la remplacer par une culture ouvrière plus conforme aux normes sociales modernes.
Les 272 logements de la Cité sociale Hellemans seront finalement mis en chantier entre 1912 et 1915. Très impliqué en faveur des plus démunis, Émile Hellemans s’est clairement inspiré de réalisations anglaises qu’il avait découvertes dans les villes industrielles de Liverpool et Manchester. 
Elle se compose de sept barres parallèles séparées par de larges allées piétonnes, qui favorisent l’ensoleillement des appartements et sont reliées par des passages sous arcades. Leurs noms rappellent les anciens métiers exercés dans les marolles, rue des Ramoneurs, des Chaisiers ou des Tonneliers. L’ensemble présente un aspect monumental. L’esthétique extérieure est renforcée par la présence de détails art nouveau, de bandes de briques polychromes, de ferronneries ou d’éléments en pierre.
Les escaliers ne desservent que deux appartements à chaque étage, ce qui atténue l’impression de promiscuité. Les appartements de la cité sont disposés sur toute la profondeur des bâtiments, au bénéfice de la lumière et de la circulation d’air, et pourvus d'une à trois chambres, d’une toilette, d’une cave, d’une terrasse et d’un point d’eau courante dans une petite cuisine-buanderie jouxtant le séjour et les chambres. Un luxe pour l’époque ! Réussite architecturale, elle ne permet pas de reloger l'ensemble des habitants expropriés.  Le loyer demandé est dissuasif pour d'autres.
La Cité, fortement dégradée par le temps, (ce qui l’a fait surnommer les vieux blocs par les habitants du quartier) a fait l’objet d’une rénovation extérieure en profondeur.

## Galerie de photographies

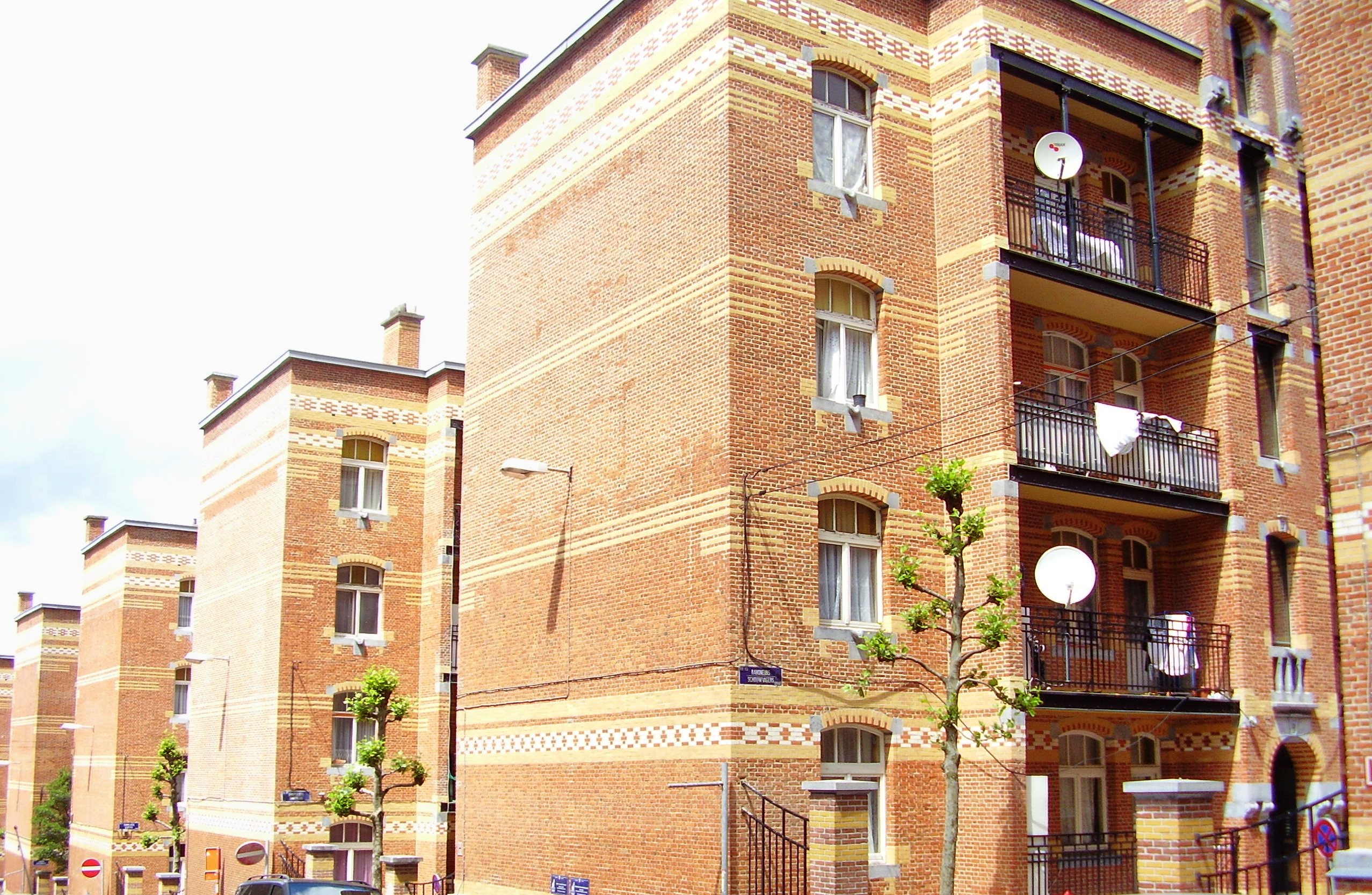
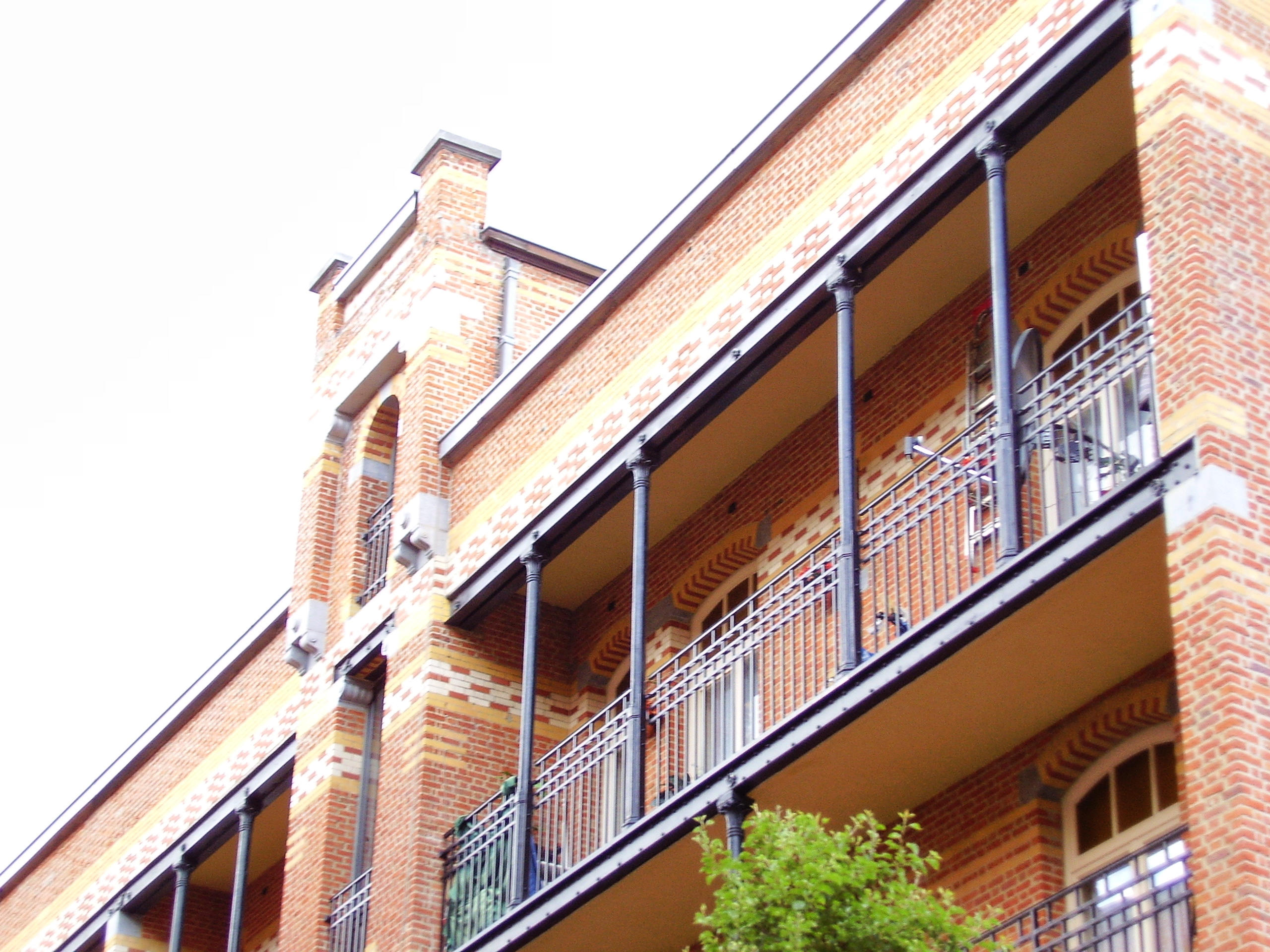
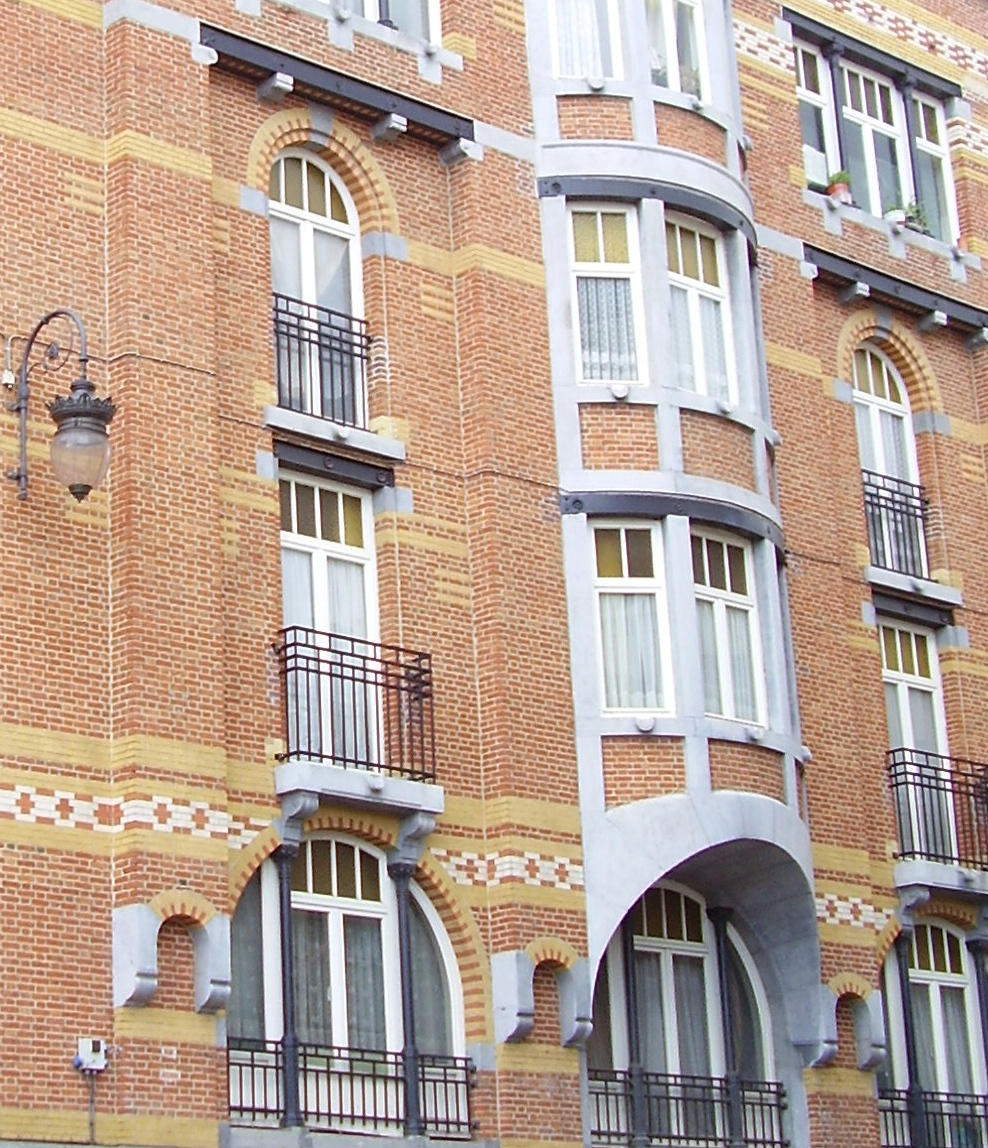
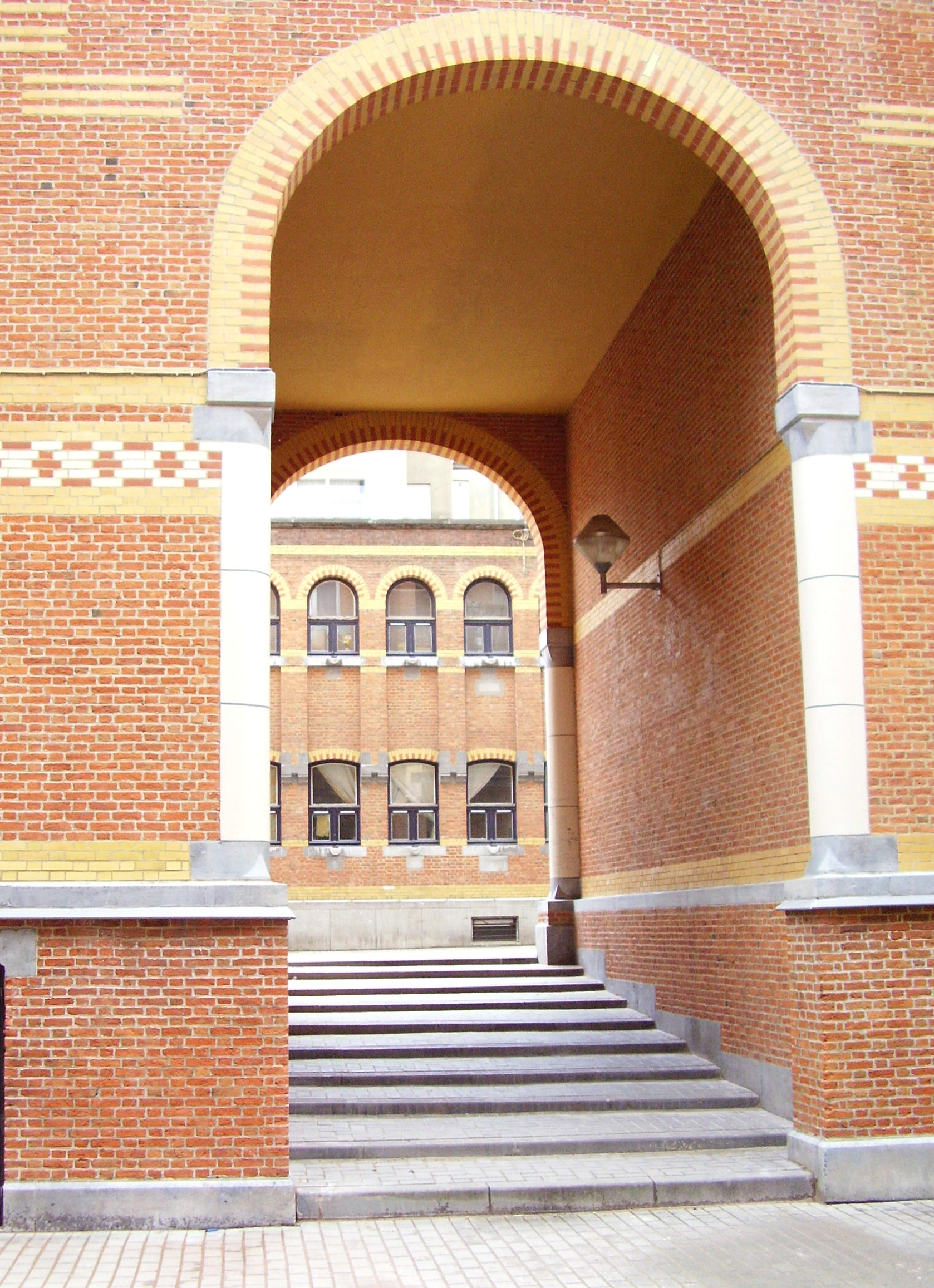

## Source partielle
- Jean Puissant, « Un siècle de logement social à Bruxelles », dans Le logement social au musée ?, Bruxelles, Édition Luc Pire.
- Thierry DEMEY, Un logement pour tous à Bruxelles ? Entre soutien à la propriété et politique sociale de l'Habitat, Bruxelles, éditions Badeaux, 2020, p. 212